# Ministerio de Justicia del Reich
El Ministerio de Justicia del Reich (RJM, en alemán: Reichsjustizministerium) era un ministerio del Reich alemán. Fue construido en 1919 como sucesor de la Oficina de Justicia del Reich (Reichsjustizamt) y existió hasta el 23 de mayo de 1945. Desde el 20 de septiembre de 1949, la República Federal de Alemania cuenta con un Ministerio Federal de Justicia, y desde 2007 también con la Oficina Federal de Justicia.

## Historia
Con la fundación de la República de Weimar en 1919, el ministerio de justicia del Imperio alemán, la Oficina de Justicia del Reich se independizó y pasó a llamarse "Ministerio de Justicia del Reich". El ministerio siguió teniendo su sede en Berlín en el edificio de la antigua Oficina de Justicia del Reich.
De 1921 a 1923, el ministerio estuvo encabezado por Gustav Radbruch, uno de los políticos y juristas alemanes más importantes del siglo XX. Sobre todo, la primera ley alemana de tribunales de menores y una reforma integral del código penal están asociadas a su nombre. 
La tarea del Ministerio de Justicia del Reich era la preparación de proyectos legislativos en el campo de la justicia. Los ministros individuales del Reich dirigían sus propios asuntos dentro de la autoridad del Canciller del Reich para establecer pautas (principios departamentales) y podían presentar sus proyectos de ley sobre el gobierno del Reich al Reichstag para su resolución (Art. 56, 57 y Art. 68 WRV).
En el Reichstag, el NSDAP había sido la facción más fuerte desde las elecciones al Reichstag del 31 de julio de 1932, y Hermann Göring, uno de los miembros del partido, había sido presidente del Reichstag desde entonces.
Después de que Adolf Hitler fuera nombrado Canciller del Reich el 30 de enero de 1933 (y después de la muerte de Paul von Hindenburg en agosto de 1934, también Presidente),  no solo determinó las pautas de la política, sino que también tenía el derecho exclusivo de nombrar y destituir a los Ministros del Reich (Art. 53 y 56 WRV), así como el mando supremo de la Wehrmacht del Reich (Art. 47 WRV).
El estado federal y la estructura administrativa fueron sistemáticamente desmantelados en los primeros años del gobierno nazi y reemplazados por un orden centralizado . Los parlamentos estatales fueron disueltos, los gobiernos estatales fueron destituidos y reemplazados por el llamado Reichsstatthalter. Los países ya no tenían sus propios derechos soberanos y perdieron el derecho a legislar. Después de la disolución de los Reichsrat , los estados ya no pudieron participar en la legislación del Reich. Las autoridades estatales solo tenían la función de hacer cumplir las leyes imperiales.
El 1 de abril de 1935, toda la administración de justicia estaba en manos del Ministro de Justicia del Reich. Como portador de la soberanía judicial, el Reich se hizo cargo de todo el poder judicial con todas las responsabilidades, derechos y deberes, así como de todas las autoridades judiciales y empleados judiciales de los estados. El Ministerio de Justicia del Reich obtuvo así el control no solo del Reichsgericht, sino también de los 2.500 tribunales alemanes de distrito, regionales y regionales superiores con sus aproximadamente 14.000 jueces, incluida la formación jurídica.
No hubo un programa detallado del partido antes o después de la toma del poder. Desde su fundación en 1920, el NSDAP solo tenía un programa de 25 puntos que los estatutos del partido declararon en 1926 como “inmutables”. Las correcciones no se consideraron necesarias porque “nos negamos, como hacen otras partes, a adaptar nuestro programa a las llamadas circunstancias por razones de conveniencia. Solo adaptaremos las condiciones a nuestro programa dominando las condiciones.”[cita requerida]
El punto 19 del programa de 25 puntos sobre el "derecho alemán" establecía que: "Exigimos que el derecho romano, que sirve al orden mundial materialista, sea reemplazado por el derecho consuetudinario alemán"[cita requerida]
En 1939, el ideólogo del partido Alfred Rosenberg publicó un texto titulado The Party Program: Nature, Principles and Goals of the NSDAP, que, junto con el trabajo de Gottfried Feder, todavía se considera en el neonazismo alemán como un "comentario oficial" sobre el movimiento nacionalsocialista. Según ello, la ley alemana tiene que realizar la libertad del poder judicial völkisch de acuerdo con el lema nacionalsocialista "Lo que beneficia al pueblo alemán es lo que está bien, lo que los perjudica está mal". hechos, sino en casos que caen del sentido de justicia del pueblo alemán. Sirve para conservar y desarrollar las especies. Cualquier cosa que perjudique a la comunidad nacional en su conjunto a otro compañero nacional es punible.
Poco después de la toma del poder, el 28 de febrero de 1933, se emitió la Ordenanza del Presidente del Reich para la Protección del Pueblo y el Estado (conocida popularmente como el "Decreto del Incendio del Reichstag") con la cooperación del entonces ministro de Justicia Franz Gürtner. Con el fin de "evitar los actos de violencia comunistas que pusieron en peligro el estado", todos los derechos civiles esenciales de la Constitución de Weimar fueron "suspendidos hasta nuevo aviso". Entre otras cosas, esto permitió medidas de terror estatal como la imposición de la custodia protectora , que se cobró al menos 500.000 vidas en 1945.
El 1 de enero de 1934 entró en vigor la ley para la prevención de descendencia con enfermedades hereditarias, que también había sido realizada con la colaboración del entonces Ministro de Justicia Franz Gürtner y según la cual se estimaba que 400.000 personas quedaban infértiles por orden de los juzgados de salud hereditaria adscritos a los juzgados de distrito en 1945.  Culminó con el asesinato sistemático de personas con discapacidades mentales y físicas, así como de pacientes en "sanatorios y hogares de ancianos" psiquiátricos (la llamada Aktion T4) con alrededor de 75.000 muertos.
La ley para la protección de la sangre alemana y el honor alemán (conocidas comúnmente como las Leyes de Núremberg), promulgadas el 15 de septiembre de 1935, también fueron firmadas por el ministro de Justicia Franz Gürtner. De acuerdo con el Ministerio del Interior del Reich, el Ministerio de Justicia emitió posteriormente las disposiciones de implementación requeridas para la implementación de esta ley, como la Primera Ordenanza para la Implementación de la Ley para la Protección de la Sangre Alemana y el Honor Alemán del 14 de noviembre. , 1935, que estipuló el matrimonio legal y las prohibiciones de empleo para judíos especificados. El 5 de enero de 1938 siguió la Ley de Cambio de Apellidos y Nombres, complementada el 17 de agosto de 1938 por la segunda ordenanza que hace cumplir la Ley de cambio de apellido y nombre, que obliga a los judíos a utilizar el apellido masculino "Israel" y el apellido femenino "Sara" bajo amenaza de prisión.
Sin embargo, el tema del juicio de los jueces de Núremberg ante el tribunal militar estadounidense en 1947 fueron solo aquellas leyes y sentencias nazis que estaban conectadas con la Segunda Guerra Mundial como una guerra criminal de agresión. A partir de 1939, el "sistema legal nacionalsocialista draconiano, corrupto y depravado", incluida la administración y el poder judicial, fue acusado de crímenes de guerra y crímenes de lesa humanidad. Estos incluyeron los siguientes asuntos en particular.

## Ministros
|    | Nombre               | Periodo                                          | Partido | Partido       |
| -- | -------------------- | ------------------------------------------------ | ------- | ------------- |
| 1  | Otto Landsberg       | 13 de febrero de 1919 - 20 de junio de 1919      |         | SPD           |
| 2  | Eugen Schiffer       | 3 de octubre de 1919 - 26 de marzo de 1920       |         | DDP           |
| 3  | Andreas Blunck       | 27 de marzo de 1920 - 8 de junio de 1920         |         | DDP           |
| 4  | Rudolf Heinze        | 25 de junio de 1920 - 4 de mayo de 1921          |         | DVP           |
| 5  | Eugen Schiffer       | 10 de mayo de 1921 - 22 de octubre de 1921       |         | DDP           |
| 6  | Gustav Radbruch      | 26 de octubre de 1921 - 14 de noviembre de 1922  |         | SPD           |
| 7  | Rudolf Heinze        | 22 de noviembre de 1922 - 12 de agosto de 1923   |         | DVP           |
| 8  | Gustav Radbruch      | 13 de agosto de 1923 - 3 de noviembre de 1923    |         | SPD           |
| 9  | Erich Emminger       | 30 de noviembre de 1923 - 15 de abril de 1924    |         | BVP           |
| 10 | Curt Joël            | 15 de abril de 1924 - 15 de diciembre de 1924    |         | Independiente |
| 11 | Josef Frenken        | 15 de enero de 1925 - 21 de noviembre de 1925    |         | Centro        |
| 12 | Hans Luther          | 21 de noviembre de 1925 - 5 de diciembre de 1925 |         | Independiente |
| 13 | Wilhelm Marx         | 20 de enero de 1926 - 12 de mayo de 1926         |         | Centro        |
| 14 | Johannes Bell        | 16 de mayo de 1926 - 17 de diciembre de 1926     |         | Centro        |
| 15 | Oskar Hergt          | 29 de enero de 1927 - 12 de junio de 1928        |         | DNVP          |
| 16 | Erich Koch-Weser     | 28 de junio de 1928 - 13 de abril de 1929        |         | DDP           |
| 17 | Theodor von Guérard  | 13 de abril de 1929 - 27 de marzo de 1930        |         | Centro        |
| 18 | Johann Viktor Bredt  | 30 de marzo de 1930 - 5 de diciembre de 1930     |         | WP            |
| 19 | Curt Joël            | 5 de diciembre de 1930 - 9 de octubre de 1931    |         | Independiente |
| 20 | Curt Joël            | 10 de octubre de 1931 - 30 de mayo de 1932       |         | Independiente |
| 21 | Franz Gürtner        | 1 de junio de 1932 - 29 de enero de 1941         |         | DNVP/NSDAP    |
| 22 | Franz Schlegelberger | 30 de enero de 1941 - 19 de agosto de 1942       |         | NSDAP         |
| 23 | Otto Georg Thierack  | 20 de agosto de 1942 - 23 de mayo de 1945        |         | NSDAP         |